# Bulbostylis lanata
Bulbostylis lanata är en halvgräsart som först beskrevs av Carl Sigismund Kunth, och fick sitt nu gällande namn av Carl Lindman. Bulbostylis lanata ingår i släktet Bulbostylis och familjen halvgräs. Inga underarter finns listade i Catalogue of Life.